# Scarlat Demetrescu
Scarlat Demetrescu (n. 26 iulie 1872, București, România – d. 11 octombrie 1945, București, România) a fost un profesor de științe naturale și geografie la Liceele Sf. Sava și Gheorghe Lazăr. În 1895 a fost numit profesor titular la Liceul „Nicolae Bălcescu” din Brăila. Între 16 septembrie 1896 - 1 septembrie 1897 a ocupat catedra de Științele naturii  de la Liceul „Gheorghe Roșca Codreanu” Bârlad. Simultan cu o intensă activitate de profesor și publicist, este subdirector la Senat, geolog la Institutul Geografic al României și conduce revista spiritistă „B. P. Hașdeu”. Pe lângă numeroasele manuale de botanică și zoologie apărute între 1913 și 1929, publică următoarele lucrări : "Viața dincolo de mormânt" (1928); "Greșeli din alte vieți" (1932); "Cercetări în domeniul metapsihic și spiritist" (1933); "Din tainele vieții și ale universului" (1939). Conferențiază în cadrul Societății spiritiste "B. P. Hașdeu".

## Cărți publicate
Printre numeroasele manuale de științe naturale publicate de el între 1913 și 1929 se află și următoarele cărți de factură spiritistă - fiind medium:
- Viața dincolo de mormânt  (1928).
- Greșeli din alte vieți (1932).
- Cercetări în domeniul metapsihic și spiritist (1933).
- Din tainele vieții și ale universului (1939).